# Bäckebobomben

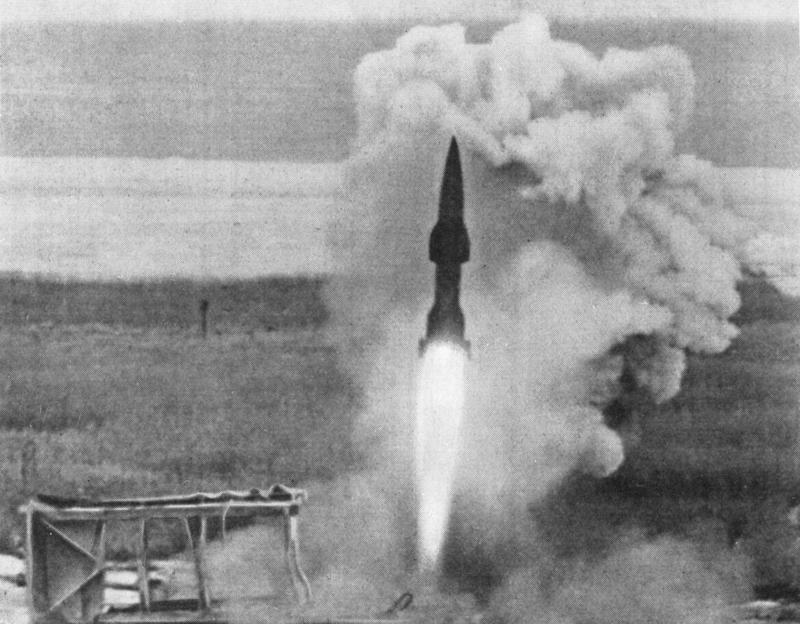
Avfyring av Wasserfallprovraket i Peenemünde hösten 1944

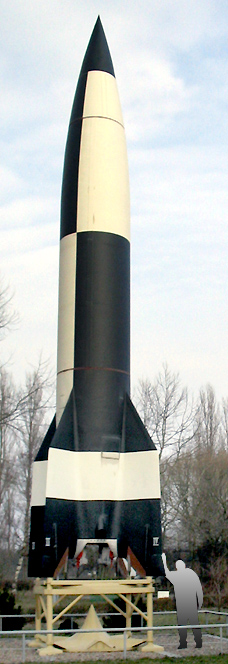
Replik av en V-2-robot i Peenemünde

Bäckebobomben (ibland Bäckeboraketen eller Bäckebotorpeden) var en tysk V-2-robot, som avfyrades från Peenemünde vid den tyska Östersjökusten och som havererade i Sverige i skogen på lantbrukare Robert Gustavsons mark vid gården Gräsdal, söder om Knivingaryds station i närheten av Bäckebo, Nybro kommun den 13 juni 1944 klockan 15:15. Dess flygsträcka var omkring 350 kilometer. Bränslet bedömdes ha kunnat räcka till för 60 sekunders drift av raketmotorn och roboten antogs ha kunnat varit uppe på 12 000 meters höjd. Vid tiden för händelsen kallades robotvapen för lufttorpeder eller "raketbomber".
Enligt ortsbefolkningen exploderade roboten i luften på relativt hög höjd: minst 1000 meter. Explosionen var dock så kraftig att vittnen blev bedövade av knallen trots den höga höjden. Robotfragment av stål och lättmetall föll sedan till marken, varav 2 010 kilogram senare hopsamlades av försvaret och transporterades till Stockholm för analys av Flygtekniska försöksanstalten. Roboten skapade en detonationskrater med fem meters diameter och cirka 1,5 meters djup och slet sönder närbelägna träd. Flygförvaltningen uppskattade robotens verkansdel till omkring 500 kilogram, avsevärt lägre än vad luftroboten varit konstruerad för att bära.
Professor Gustav Boestad vid Kungliga Tekniska högskolan i Stockholm skrev den 19 juli 1944 en sedermera berömd teknisk-vetenskaplig rapport baserad på sin analys av vrakdelarna. Enligt flygingenjören Dag Wikström var bränslet alkohol. Att testroboten sprängdes i luften berodde inte på att den medförde sprängmedel, utan på att roboten ur hållfasthetssynpunkt var för klent dimensionerad för de påfrestningar som den utsattes för.
Robotskjutningen anses ha varit en del av det tyska vapenprojektet Wasserfall för att utveckla en styrd luftvärnsrobot och specifikt för att styra roboten med en styrspak. Av detta skäl hade provraketen en inbyggd radioenhet, men operatören måste ha förlorat kontrollen över roboten. En av de som satt i kontrollrummet vid den misslyckade provskjutningen var Adolf Thiel.
Den svenska regeringen avgav en protestnote till Tyskland den 23 juni 1944 och Tyskland bad om ursäkt den 8 juli 1944. 
1994 sattes en minnesskylt upp på nedslagsplatsen.